# Националистичка партија (Малта)
Националистичка партија (малт. Partit Nazzjonalista; ПН) једна је од две главне савремене политичке партије на Малти, заједно са Лабуристичком партијом.
Националистичка партија је идеолошки хришћанско-демократска, либерално конзервативна и проевропска политичка странка. Тренутно је главна опозиција Лабуристима.